# IFNW1
IFNW1 (англ. Interferon omega 1) – білок, який кодується однойменним геном, розташованим у людей на короткому плечі 9-ї хромосоми. Довжина поліпептидного ланцюга білка становить 195 амінокислот, а молекулярна маса — 22 319.
| 10         |  | 20         |  | 30         |  | 40         |  | 50         |
| ---------- |  | ---------- |  | ---------- |  | ---------- |  | ---------- |
| MALLFPLLAA |  | LVMTSYSPVG |  | SLGCDLPQNH |  | GLLSRNTLVL |  | LHQMRRISPF |
| LCLKDRRDFR |  | FPQEMVKGSQ |  | LQKAHVMSVL |  | HEMLQQIFSL |  | FHTERSSAAW |
| NMTLLDQLHT |  | GLHQQLQHLE |  | TCLLQVVGEG |  | ESAGAISSPA |  | LTLRRYFQGI |
| RVYLKEKKYS |  | DCAWEVVRME |  | IMKSLFLSTN |  | MQERLRSKDR |  | DLGSS      |

A: Аланін

C: Цистеїн

D: Аспарагінова кислота

E: Глутамінова кислота

F: Фенілаланін

G: Гліцин

H: Гістидин

I: Ізолейцин

K: Лізин

L: Лейцин

M: Метіонін

N: Аспарагін

P: Пролін

Q: Глутамін

R: Аргінін

S: Серин

T: Треонін

V: Валін

W: Триптофан

Кодований геном білок за функцією належить до цитокінів. 
Задіяний у такому біологічному процесі, як противірусний захист. 
Секретований назовні.